# Alois Jozef Krakovský z Kolovrat
Alois Jozef Krakovský z Kolovrat (in tedesco: Alois Josef Krakowski von Kolowrat; Praga, 21 gennaio 1759 – Praga, 28 marzo 1833) è stato un nobile e arcivescovo cattolico ceco.

## Biografia
Era il figlio del giudice supremo boemo Prokop Krakovský z Kolovrat. Un fratello era il feldmaresciallo Johann Karl Kolowrat-Krakowsky. Dopo gli studi a Praga e a Roma conseguì il dottorato in teologia e ricevette l'ordinazione. Nel 1781 tornò in Boemia e divenne prevosto di Kroměříž, dopo che era già stato nominato canonico di Olomouc. Il 22 dicembre 1800 fu nominato vescovo ausiliare di Olomouc e vescovo titolare di Sarepta. Ricevette la consacrazione episcopale il 1º marzo 1801 dall'arcivescovo di Olomouc (in seguito cardinale) Anton Theodor Colloredo-Waldsee, che lo nominò poi suo vicario generale. Nel 1812 fu nominato vescovo di Hradec Králové e nel 1831 promosso arcivescovo di Praga; morì due anni dopo.

## Genealogia episcopale e successione apostolica
La genealogia episcopale è:
- Cardinale Scipione Rebiba
- Cardinale Giulio Antonio Santori
- Cardinale Girolamo Bernerio, O.P.
- Arcivescovo Galeazzo Sanvitale
- Cardinale Ludovico Ludovisi
- Cardinale Luigi Caetani
- Cardinale Ulderico Carpegna
- Cardinale Paluzzo Paluzzi Altieri degli Albertoni
- Papa Benedetto XIII
- Papa Benedetto XIV
- Vescovo Joseph Maria von Thun und Hohenstein
- Arcivescovo Sigismund III von Schrattenbach
- Arcivescovo Hieronymus von Colloredo
- Cardinale Antonín Theodor Colloredo-Waldsee
- Arcivescovo Alois Jozef Krakowski von Kolowrat

La successione apostolica è:
- Vescovo Karel Boromejský Hanl z Kirchtreu (1832)
- Vescovo Augustin Bartolomej Hille (1832)